# Lamippe rubra
Lamippe rubra är en kräftdjursart som beskrevs av Arvid Sture Bruzelius 1858. Lamippe rubra ingår i släktet Lamippe, och familjen Lamippidae. Arten kan vara nationellt utdöd i Sverige.